# Tom Poes en het klerenkoffertje
Tom Poes en het klerenkoffertje is een ballonstripverhaal uit de Tom Poes-reeks. 
Het is twee keer als vervolgverhaal in de Donald Duck verschenen. De eerste keer was in de nummers 3 tot en met 36 van 1956, het was toen het tweede Tom Poes-verhaal in dit blad (na De toverleerling). In 1984 verscheen het verhaal nog eens, nu in een verkorte versie. Bij Oberon verscheen het in 1985 in albumvorm, met volgnummer 32.

## Samenvatting
Als Tom Poes en Heer Bommel samen een wandeling maken, worden ze door een onweer overvallen. Ze schuilen in een grot, waar ze een vuur aansteken om het wat warmer te krijgen. Dan verschijnt er een vreemd mannetje in de grot dat het vuur weer uittrapt. Het blijkt een marskramer te zijn en hij heeft een koffertje bij zich met daarin allerlei historische en magische kledingstukken. De marskramer verkoopt Heer Bommel een koningsmantel. Heer Bommel trekt de mantel aan en is dan ineens verdwenen. De marskramer vertelt aan Tom Poes dat Heer Bommel nu koning is in het tijdperk waar de mantel uit dateerde.
Even later is Tom Poes dankzij een ander kledingstuk van de marskramer eveneens in de middeleeuwen. Hij zoekt heer Bommel op, die zich inmiddels als koning Pepijn de Stoute nogal impopulair heeft gemaakt door alle belastingen te verhogen. Er breekt een opstand uit en Tom Poes en Heer Bommel kunnen maar net ontsnappen. Ze komen weer iemand tegen met het klerenkoffertje, die een voorouder van de marskramer in de grot blijkt te zijn. Hij verkoopt hun Romeinse kledingstukken en even later zijn Heer Bommel en Tom Poes hierdoor in de Romeinse tijd.
Heer Bommel wint als Olius Cesar een veldslag tegen de barbaren en wordt daarop gekroond tot keizer. Vervolgens proberen de twee verraderlijke senatoren Flemius en Stropius  herhaaldelijk een aanslag op zijn leven te plegen, omdat ze zelf de macht willen grijpen. Tom Poes weet dit te verhinderen en uiteindelijk ontsnappen Tom Poes en Heer Bommel. Ze komen weer een voorouder van de marskramer tegen die het klerenkoffertje bij zich heeft. Hij verkoopt hun opnieuw een stel kleren, waardoor ze in het Oude Griekenland belanden. 
Heer Bommel moet als Ollysseus nu de strijd aanbinden met Stercules en de cycloop Polymorus. Ook dreigt hij te worden uitgehuwelijkt aan koningin Wreedusa. Dan is een voorouder van de marskramer er opnieuw, nu met kleren uit de tijd van het Oude Egypte.
Heer Bommel wordt hier nu bouwmeester Olysis en hij moet een piramide bouwen voor de farao. De piramide stort echter in, waarop de farao besluit dat Olysis zich heeft gediskwalificeerd en aan de krokodil gevoerd mag worden. Tom Poes en Heer Bommel vluchten over de Nijl, terwijl de farao met zijn leger en de krokodil hen nog steeds achtervolgen. Ze belanden op een grot op een eilandje en daar treffen ze weer een voorouder van de marskramer aan met het koffertje. Hij verkoopt hun als kleding een paar dierenvachten uit de prehistorie.
Tom Poes en heer Bommel belanden nu te midden van een groep holbewoners. Ook moeten ze vluchten voor een wilde Triceratops. Uiteindelijk komen ze een zeer verre voorouder van de marskramer tegen, opnieuw met het koffertje. Deze keer zitten er geen historische kleren in aangezien die er in deze tijd nog niet zijn, maar de marskramer wil wel de kleren van Tom Poes en Heer Bommel kopen. Heer Bommel is het nu echter zat en hij gooit het koffertje in het vuur. 
Doordat het koffertje nu in dit tijdperk is vernietigd, is het hele avontuur in één klap ongedaan gemaakt. Heer Bommel en Tom Poes zijn hierdoor automatisch weer terug in hun eigen tijd. Ze gaan naar Bommelstein, waar de bediende Joost vertelt dat ze maar heel even zijn weggeweest.

## Achtergronden
- Het gedeelte van het verhaal waarin Tom Poes en Heer Bommel bij de oude Grieken belanden, is bij de latere herpublicatie geheel weggelaten. Hierdoor reizen Heer Bommel en Tom Poes hier vanuit de Romeinse tijd meteen door naar het Oude Egypte.
- De bijnamen van Heer Bommel in dit verhaal verwijzen naar diverse bekende of mythologische figuren uit de klassieke oudheid, zoals Julius Caesar en Odysseus.
- De Triceratops is een inhoudelijke onjuistheid in het verhaal; in werkelijkheid waren dinosaurussen ook in de tijd van de eerste mensen allang uitgestorven.